# ドリス・ベンゼクリ
ドリス・ベンゼクリ（Driss Benzekri、1970年12月31日 - ）は、モロッコの元サッカー選手。元モロッコ代表。ポジションはゴールキーパー。

## 来歴
1995年にモロッコ代表デビュー。1998 FIFAワールドカップではグループステージ全3試合に出場した。2002年までに29試合に出場した。

## 代表歴

### 出場大会
- モロッコ代表
  - 1998 FIFAワールドカップ

### 試合数
- 国際Aマッチ 29試合 0得点（1995年-2002年）[1]

| モロッコ代表 | 国際Aマッチ | 国際Aマッチ |
| 年           | 出場        | 得点        |
| ------------ | ----------- | ----------- |
| 1995         | 1           | 0           |
| 1996         | 0           | 0           |
| 1997         | 3           | 0           |
| 1998         | 8           | 0           |
| 1999         | 1           | 0           |
| 2000         | 0           | 0           |
| 2001         | 11          | 0           |
| 2002         | 5           | 0           |
| 通算         | 29          | 0           |